# حسن کوچوکچتین
حسن کوچوکچتین (به ترکی استانبولی: Hasan Küçükçetin) بازیگر مشهور ترکیه (زادهٔ 06 06 ۱۹۸۱) که بیشتر در نقش شوکت در سریال برگ‌های ریزان (برگ‌ریزان) شناخته می‌شود.

## زندگی
او در شهر برهانیه در استان بالیکَسیر به‌دنیا آمد. وی فارغ‌التحصیل رشتهٔ تئاتر از دانشگاه هنرهای زیبای معمار سنان است.
حسن پس از بازیگری در چند نقش کوتاه در سریال‌های تلویزیونی در سال ۲۰۰۷ در یکی از نقش‌های اصلی سریال منکشه و خلیل در نقشی تمام‌منفی به ایفای نقش پرداخت و پس از آن از فصل سوم سریال مشهور برگ‌های ریزان (برگ‌ریزان) به جمع بازیگران این سریال پیوست و تا فصل پنجم و پایانیِ سریال، گروه را همراهی کرد و خود را در نقش مثبت محک زد. شایان ذکر است که در دو فصل اولِ سریال برگ‌های ریزان (برگ‌ریزان) بازیگر دیگری ایفاگر این نقش بود.

## بخشی از فیلم‌شناسی
1. برگ‌ریزان  (Şevket Tekin 3)
2. منیژه و خلیل
3. نذر
4. جادوگر تازه‌کار
5. نشست بزرگ